# Onthophagus longegranus
Onthophagus longegranus là một loài bọ cánh cứng trong họ Bọ hung (Scarabaeidae).